# VM i landevejscykling 2017 – Linjeløb (junior herrer)
Junior herrernes linjeløb ved VM i landevejscykling 2017 blev afholdt den 23. september 2017. Løbet foregik over over 135,5 km.

## Resultater
|    | Rytter                 | Land           | Tid     |
| -- | ---------------------- | -------------- | ------- |
| 1  | Julius Johansen        | Danmark        | 3:10.48 |
| 2  | Luca Rastelli          | Italien        | + 51    |
| 3  | Michele Gazzoli        | Italien        | + 51    |
| 4  | Niklas Märkl           | Tyskland       | + 51    |
| 5  | Jake Stewart           | Storbritannien | + 51    |
| 6  | Florian Kierner        | Østrig         | + 51    |
| 7  | Filippo Zana           | Italien        | + 51    |
| 8  | Olav Hjemsæter         | Norge          | + 51    |
| 9  | Jevgenij Fedorov       | Kasakhstan     | + 51    |
| 10 | Jacob Hindsgaul Madsen | Danmark        | + 51    |